# Gamasellus plumosus
Gamasellus plumosus är en spindeldjursart som beskrevs av Ishikawa 1983. Gamasellus plumosus ingår i släktet Gamasellus och familjen Ologamasidae. Inga underarter finns listade i Catalogue of Life.